# Hřivínov
Hřivínov (německy Mokowitz) je osada, část obce Verušičky v okrese Karlovy Vary v Karlovarském kraji. Nachází se asi čtyři kilometry severozápadně od Verušiček. Jižně od osady vede železniční trať Protivec–Bochov. Hřivínov je také název katastrálního území o rozloze 1,73 km².

## Historie
První písemná zmínka o vesnici pochází z roku 1436.

## Obyvatelstvo
Při sčítání lidu v roce 1921 zde žilo šedesát obyvatel (z toho 28 mužů) německé národnosti a římskokatolického vyznání. Podle sčítání lidu z roku 1930 měla vesnice 66 obyvatel německé národnosti, kteří se kromě jednoho evangelíka hlásili k římskokatolické církvi.
|                                                                  | 1869 | 1880 | 1890 | 1900 | 1910 | 1921 | 1930 | 1950 | 1961 | 1970 | 1980 | 1991 | 2001 | 2011 | 2021 |
| ---------------------------------------------------------------- | ---- | ---- | ---- | ---- | ---- | ---- | ---- | ---- | ---- | ---- | ---- | ---- | ---- | ---- | ---- |
| Obyvatelé                                                        | 85   | 78   | 65   | 73   | 56   | 60   | 66   | 34   | 4    | 3    | —    | —    | —    | —    | 4    |
| Domy                                                             | 13   | 13   | 11   | 11   | 11   | 11   | 11   | 9    | —    | 1    | —    | 1    | 1    | 1    | 2    |
| Počet domů z roku 1961 je zahrnut v domech místní části Vahaneč. |      |      |      |      |      |      |      |      |      |      |      |      |      |      |      |

## Obecní správa
Při sčítání lidu v letech 1869–1930 Hřivínov byl samostatnou obcí v okrese Žlutice. V roce 1950 byl osadou obce Luka v okrese Toužim. Od roku 1965 je částí obce Verušičky v okrese Karlovy Vary.

## Pamětihodnosti
Na původně okrouhlé návsi stávala kaple svatého Jana Nepomuckého z první poloviny devatenáctého století. Měla obdélný půdorys se zkosenými nárožími presbytáře a polokruhově zakončená okna. Z valbové střechy vybíhala drobná polygonální zvonice. Zbořena byla ve druhé polovině dvacátého století. Druhá, zachovaná kaple Nanebevzetí Panny Marie stojí na západním okraji osady u staré cesty do Herstošic. Má polokruhově ukončený vstup a fasádu s lizénovými rámci. Postavena byla v roce 1918. Na konci dvacátého století začala chátrat, ale v roce 2012 byla opravena.

## Galerie

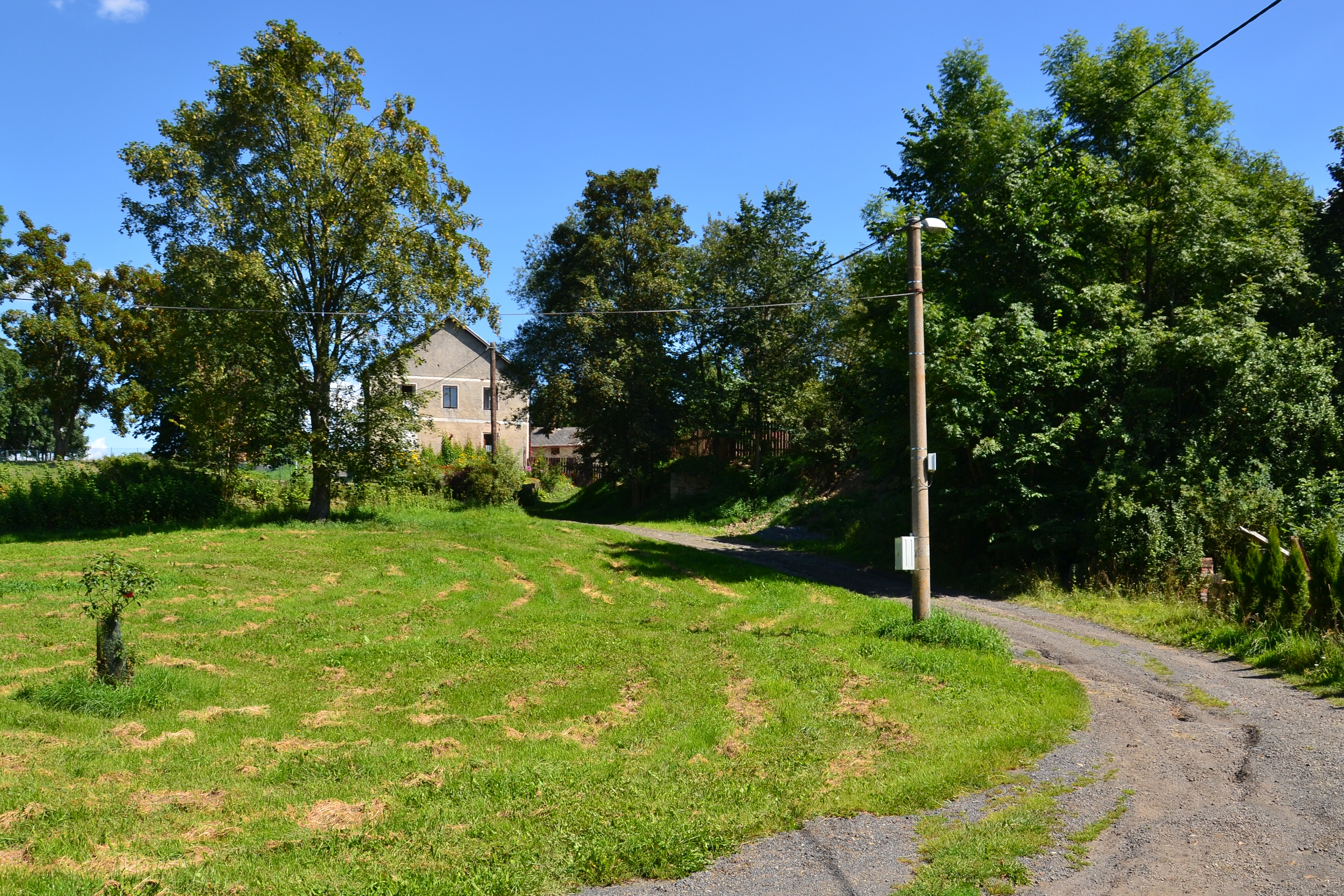
Střed vesnice s usedlostí čp. 7
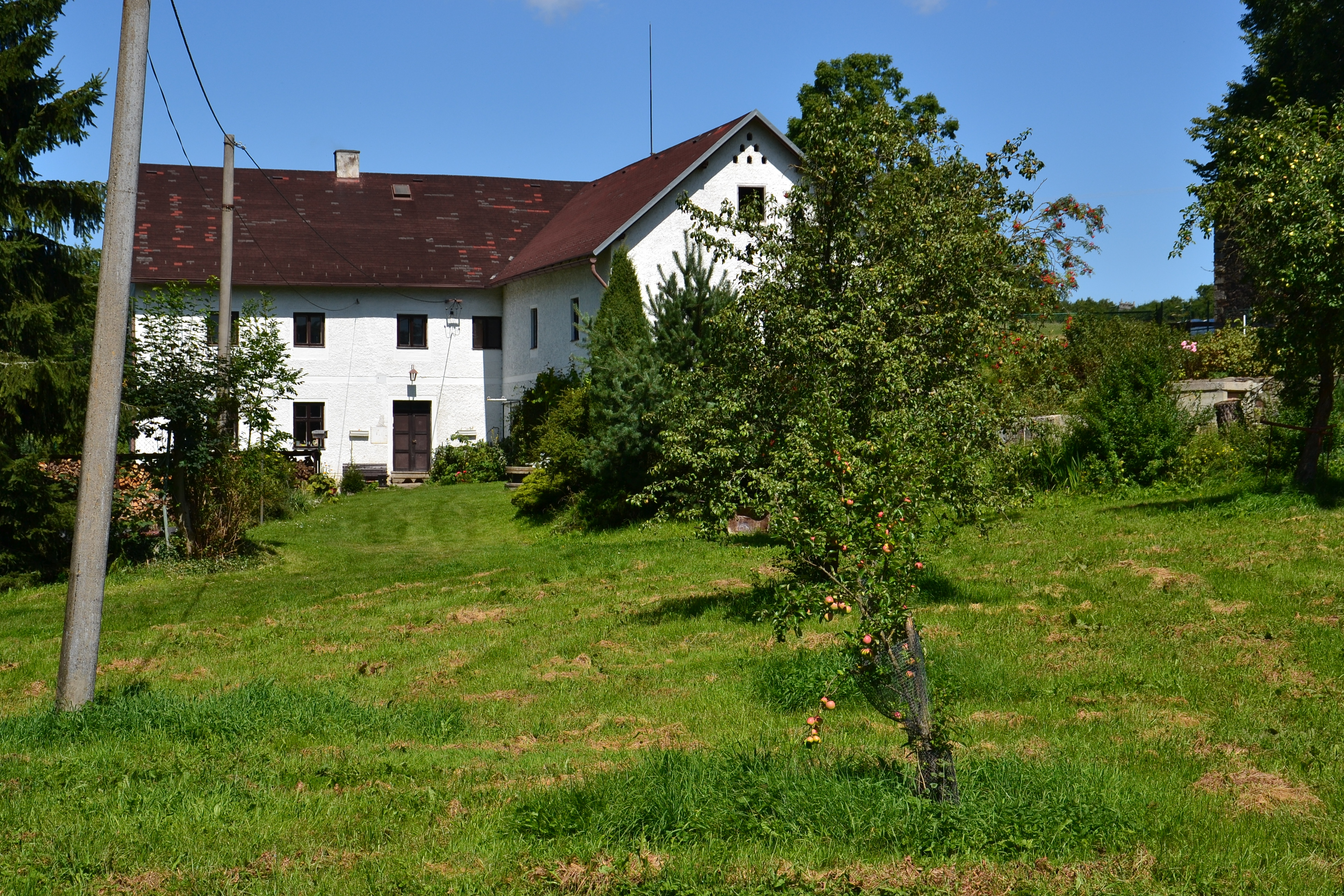
Severozápadní usedlost
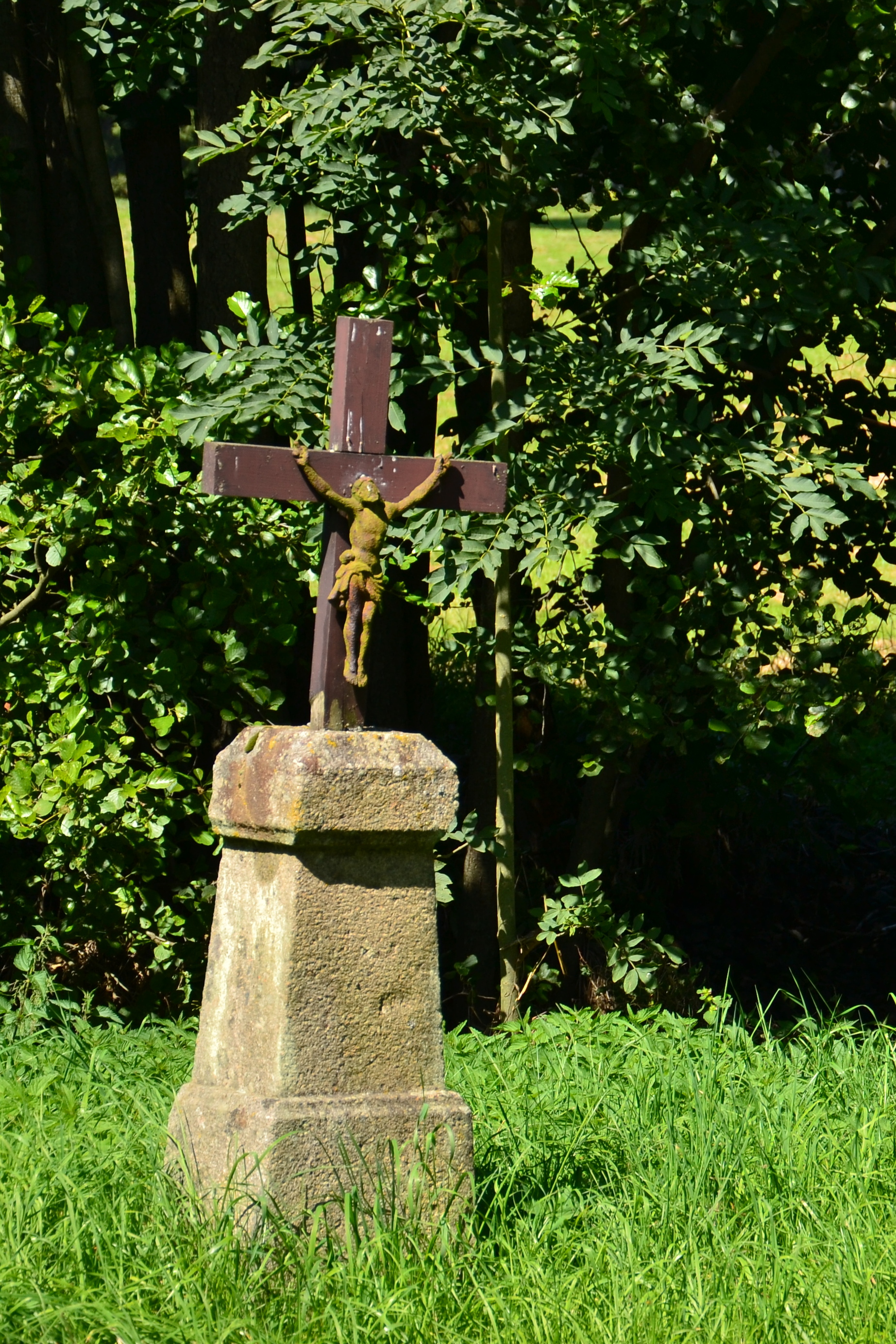
Křížek u potoka
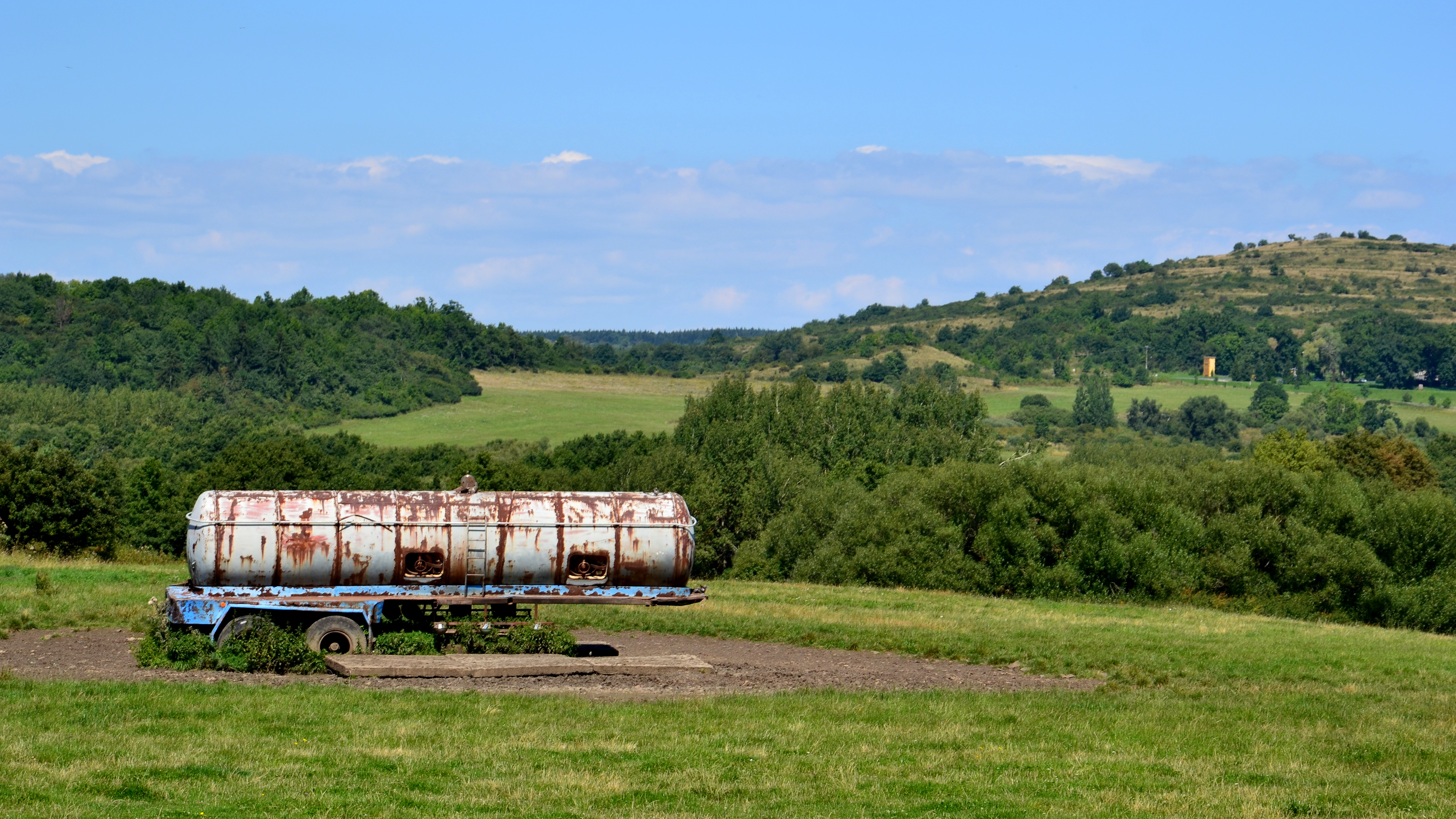
Pastvina nad vesnicí